# Blokrijden
Blokrijden is een techniek om files te bestrijden. Het werd van 1990 tot 2013 toegepast in België en sinds juli 2005 ook in Nederland.
Een auto van de politie (België) of Rijkswaterstaat (Nederland) gaat, bij grote drukte, met een constante snelheid midden op de weg rijden. Alle achterliggende voertuigen rijden hierachter met een constante snelheid, waardoor het telkens optrekken en afremmen, het harmonica-effect, wordt vermeden. Hierdoor verkleint de kans op ongelukken en zijn de files minder lang.

## België
In België werd het systeem voornamelijk gebruikt op vakantiedagen met mooi weer en veel kustwaarts verkeer op de E40. Het blokrijden werd langzaam vervangen door verkeersgeleidingssystemen zoals elektronische verkeersborden. Sinds 2013 werd met de praktijk gestopt.

## Nederland
De proef in Nederland vond plaats in de ochtenduren, op de autosnelweg A12 tussen de Duitse grens en het knooppunt Velperbroek. 's Avonds werd een proef gehouden op de A50 tussen de knooppunten Grijsoord en Valburg.
Op 2 april 2007 werd het dagelijks blokrijden ingevoerd op het verkeersplein Joure, het knooppunt van de A6 en de A7.

Weginspecteurs van Rijkswaterstaat passen blokrijden ook toe om een groot hiaat in de verkeersstroom te creëren, als er een gevaarlijk voorwerp of gewond dier van de weg moet worden verwijderd.